# Mefistofele
Mefistofele és una òpera amb un pròleg, quatre actes i epíleg d'Arrigo Boito, amb llibret del mateix compositor basat en el Faust de Goethe. Va ser estrenada el 1868 al teatre la Scala de Milà i constituí un vertader fracàs, el que va obligar l'autor a revisar-la. La versió revisada definitiva es va estrenar a Bolonya el 4 d'octubre de 1875.

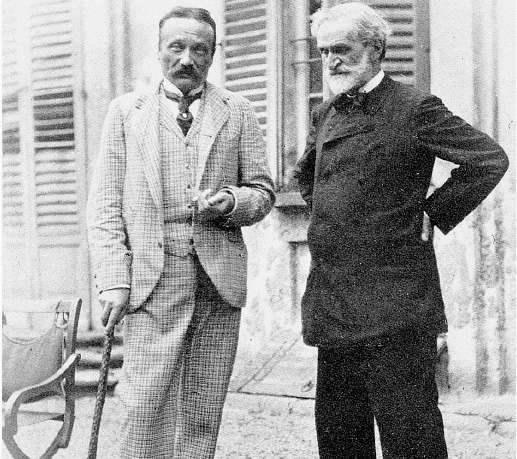
Arrigo Boito (esquerra) i Giuseppe Verdi

## Argument

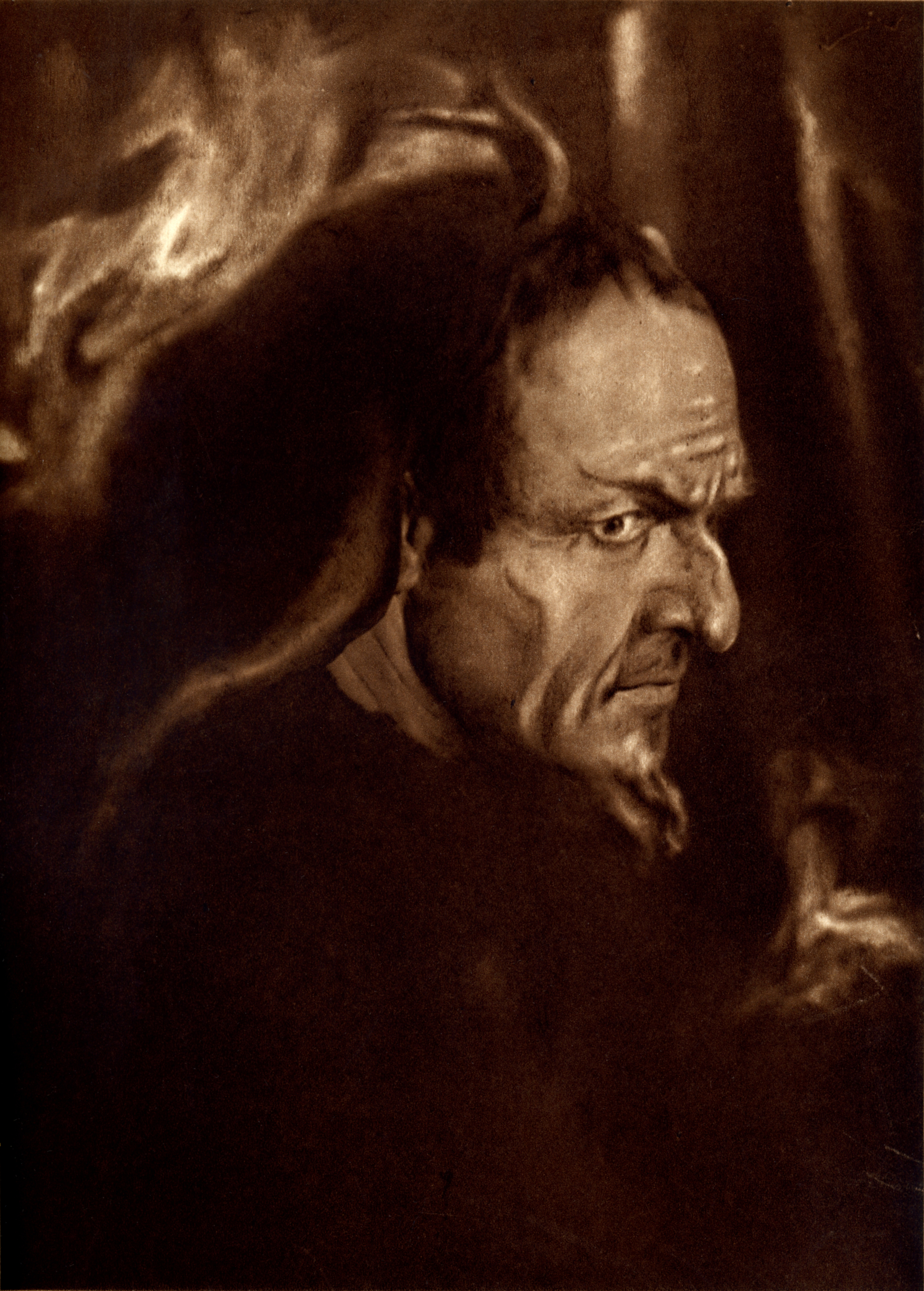
Fiódor Xaliapin com a Mefistofele l'any 1910

### Pròleg
En el cel. Déu rodejat per les forces celestials. Es presenta Mefistofele, qui es queixa que cada vegada li motiva menys temptar l'home. El cor celestial li pregunta si coneix l'ancià Faust. Ell respon que sí, i a més explica que el vell és fidel devot del Senyor. Aquesta consulta revifa l'interès del maligne per captar més serfs, la qual cosa l'indueix a apostar amb Déu per l'ànima de Faust. El seu envit és acceptat. Mefistofele desapareix. Després d'ell, les forces celestials es dissolen.

### Primera part

#### Acte I
Diumenge de Resurrecció. Porta de la ciutat de Frankfurt del Main. La multitud discorre pels carrers en ambient d'alegria i celebració. El savi Faust comenta amb el seu pupil Wagner l'esplendor de l'alba de la primavera. Comença a enfosquir. Faust advertix la presència d'un misteriós frare que ronda pel lloc. Creu que es tracta d'un espectre. Wagner resta importància a l'assumpte. Els dos se'n van i el frare els seguix.
El pacte. Faust entra en el seu gabinet. El frare s'amaga en la casa sense que ell se n'adoni. L'ancià es disposa a llegir l'Evangeli, però és interromput pels crits del misteriós intrús, que es transforma màgicament en un cavaller templer que es presenta com el dimoni i oferix a Faust un pacte: gaudir, rejovenit, d'una vida plaent en què tindrà tot el que vulgui i comptarà sempre amb la seva ajuda. A canvi, en "l'altra vida", la seva ànima estarà al servei del maligne. L'ancià accepta i junts parteixen en busca d'aventures.

#### Acte II
El jardí. Faust, ara rejovenit per mediació del "fill de les tenebres", corteja -amb el nom d'Enrico- la jove i bella Margherita. Mentrestant, Mefistofele distreu amb la seva galanteria l'amiga i veïna d'aquesta, Marta. Faust declara el seu apassionat amor a Margherita. Vol passar la nit amb ella. La virginal noia es mostra reticent pel fet que la seva mare l'espera a casa i ja és hora de tornar. Faust li proporciona un somnífer que Margherita subministra a la seva mare perquè s'adormi. Per fi poden estar els dos a soles.
La nit del sàbat. Lloc desèrtic i sinistre. Es prepara un aquelarre al qual assistixen bruixes, bruixots, donyets i esperits diabòlics. Mefistofele invita Faust a participar en la celebració. Totes les criatures infernals es prostren davant del maligne. Una successió de balls dona pas a una imatge tènue que s'albira al fons, en la qual s'aprecia la silueta de Margherita encadenada i amb semblant trist. Faust es commou i vol anar en la seva ajuda. Mefistofele tracta de distreure'l perquè deixi de mirar i es concentri en l'aquelarre. La imatge es dissol i continua la dansa infernal.

#### Acte III
Mort de Margherita. Margherita, condemnada a mort, delira a la presó mentres espera, encadenada, la seva execució. Ha sigut acusada d'un doble assassinat: ofegar el seu fill i enverinar la seva mare. Faust arriba disposat a salvar-la. Quan finalment la convenç perquè fugi amb ell, Margherita reconeix en l'acompanyant de Faust al maligne, i es tira enrere. Mefistofele pressiona la parella perquè es doni pressa, perquè s'acosta el botxí. La noia renuncia a fugir amb ells i implora al cel el seu perdó. Les veus celestials proclamen que l'ànima de Margherita està salvada. Mefistofele i Faust desapareixen.

### Segona part

#### Acte IV
La nit del sàbat clàssic. La nova aventura de Faust transcorre ara al regne de les faules, rodejat de bells paisatges, temples i sirenes. Al fons s'albira una preciosa barca de plata en la qual va Helena de Troia. Faust queda fascinat per la bellesa del seu rostre. L'embarcació s'allunya arrossegada per les sirenes. Faust se sent feliç a l'antiga Grècia i vol cortejar Elena. Mefistofele, no obstant això, comenta que està incòmode en aquest lloc; ell preferix l'aquelarre de bruixes. Arriba Elena. Faust, abillat com un elegant cavaller del segle xv i acompanyat per Nereo, Pantalis, faunes i sirenes, li declara el seu profund amor. Ella li correspon i li proposa viure en una plàcida vall de l'Arcadia.

### Epíleg
La mort de Faust. Faust en el seu gabinet, vell i fatigat, com al principi. L'ancià medita i rellegeix l'Evangeli. Està angoixat i es penedix de les aventures que li ha brindat el pacte amb Mefistofele: les històries reals que ha viscut li han ocasionat dolor, mentre que les ideals només han sigut somiades. Una resplendor celestial sembla reclamar l'atenció del condemnat ancià. Mefistofele, en veure que la seva víctima es mostra més pròxima a Déu que a ell, tracta de temptar-lo novament. Però és inútil. Faust s'aferra a l'Evangeli i demana clemència al Senyor. Ha comprès el significat de l'amor a Déu, i és redimit pel cel, igual que Margherita.

## Moments més cèlebres
Les intervencions corals de veus blanques com a adultes al pròleg i l'epíleg són dels millors moments de la partitura.